# La maschera dell'anarchia
La maschera dell'anarchia (The Masque of Anarchy) è un poema a sfondo politico composto nel 1819 da Percy Bysshe Shelley in seguito al massacro di Peterloo, che avvenne nello stesso anno, e pubblicato soltanto nel 1832. 
Nel poema, Shelley (all'epoca residente in Italia, ma venuto a sapere comunque delle notizie che giunsero da Manchester, dove avvenne il massacro) menziona, senza mai citarli esplicitamente, diversi membri del governo inglese (presieduto dall'allora Primo Ministro Robert Banks Jenkinson), ritenuti responsabili di quel massacro: il Ministro degli Esteri, lord Castlereagh, che appare dietro la maschera dell'Assassino; il Ministro degli Interni, lord Sidmouth, che si cela dietro la figura dell'Ipocrisia, ed il lord cancelliere, lord Eldon, nascosto dietro le spoglie della Frode.
 Le tre figure allegoriche, guidate dall'Anarchia, uno scheletro con una corona in testa, tentano in tutti i modi di conquistare l'Inghilterra, ma vengono scacciate da una misteriosa figura armata che appare all'improvviso in mezzo alla foschia.
Nel finale la Speranza, ora di nuovo viva, rivolge un accorato appello ai cittadini inglesi, incitandoli a destarsi come leoni dal sonno in cui erano assopiti e a spezzare le catene che li imprigionavano:
Men of England, heirs of Glory,
Heroes of unwritten story,
Nurslings of one mighty Mother,
Hopes of her, and one another;
Rise like Lions after slumber
In unvanquishable number,
Shake your chains to earth like dew
Which in sleep had fallen on you-
Ye are many — they are few.